# 8550 Hesiodos
8550 Hesiodos este o planetă minoră (asteroid), cu un diametru de 24,725 km, din centura de asteroizi. A fost descoperită pe 12 august 1994 la Observatorul La Silla de Eric Walter Elst și a fost numită după Hesiod. 
Obiectul prezintă o orbită caracterizată de o semiaxă mare de 3,9474573 UAi, o excentricitate de 0,26, o înclinație de 2,87766 ° în raport cu ecliptica.